# April Snow
April Snow es una película de 2005 de género de romance de Corea. El rodaje comenzó el 4 de febrero de 2005 bajo la dirección Hur Jin-ho. La película fue lanzada en septiembre de 2005. A pesar de no obtener un beneficio en su país de origen, la película fue un éxito de taquilla en varios otros países asiáticos, debido principalmente a la popularidad internacional de la protagonista, Bae Yong-joon. Debido a esta película la ha utilizado como un ejemplo del fenómeno de la onda de Corea.
In-soo y Seo Young-, que son a la vez casados, se reúnen en un hospital después de que sus respectivos socios están involucrados en un accidente de coche. Esto les lleva a descubrir que sus esposos habían estado teniendo una aventura y comienzan uno de los suyos. Su relación crece a medida que se acercan unos a otros en busca de ayuda de vez en cuando.

## Elenco
- Bae Yong Jun como In-soo.
- Son Ye-jin como Seo-young.
- Lim Sang-hyo como Kang Soo-jin.
- Kim Kwang-il como Kwang-il.
- Jeon Kuk-hwan como Soo-jin.
- Yoo Seung-mok como Doctor.
- Kim Se-dong como Guardia de seguridad.
- Jeon Dae-byung como Policía.
- Yoo Seung-soo como Yoon Kyung-ho.
- Lee Ssang como el mismo.
- Lee Han-wi como un estudiante de mayor grado de In-soo.